# بلاتنیتشکا
بلاتنیتشکا (به چکی: Blatnička) یک منطقهٔ مسکونی در جمهوری چک است که در ناحیه هودونین واقع شده‌است. بلاتنیتشکا ۸٫۷۷ کیلومتر مربع مساحت و ۴۴۹ نفر جمعیت دارد و ۲۶۳ متر بالاتر از سطح دریا واقع شده‌است.